# 22611 Ґалеркін
22611 Ґалеркін (22611 Galerkin) — астероїд головного поясу, відкритий 17 травня 1998 року.
Тіссеранів параметр щодо Юпітера — 3,433.